# Otopleura auriscati
Otopleura auriscati is een slakkensoort uit de familie van de Pyramidellidae. De wetenschappelijke naam van de soort is voor het eerst geldig gepubliceerd in 1802 door Holten.